# Tanaotrichia
Tanaotrichia là một chi bướm đêm thuộc họ Geometridae.